# Pichler István
Pichler István (Budapest, 1886. február 3. – Újpest, 1937. november 11.) magyar római katolikus pap, hitoktató, esperes, plébános.

## Életpályája
Szülei Pichler János kereskedő és Dunkel Mária voltak. A középiskolát Budapesten és Nagyváradon végezte el. Teológiát Vácon tanult. 1908. június 29-én pappá szentelték Vácon. Jászkarajenőn, Mindszenten, Rákospalotán és Kiskundorozsmán káplán volt. 1917-ben Vácon karkáplán lett. 1917–1919 között a Váci Közlöny felelős szerkesztője és laptulajdonosa volt. 1919-ben Kispestre került hittanárnak. 1921-ben Rákosszentmihályon adm. volt. 1927-ben esperes-plébános lett. 1928-ban kerületi tanfelügyelő is volt. 1932-ben Rétságra vonult vissza. Ezután Újpesten hitoktató volt.

### Munkássága
Buzgó, nagy képességű férfi volt. Első teendője volt, hogy plébániát építtetett Rákosszentmihályra. Minden lehetőséget kihasznált: gyűjtés, téglajegyek, "plébániai napok", rendezvények a Kaszinó nagytermében, jótékony célú táncest, iparosok felkérése. A 11 év alatt (1921–1932) rendkívüli nagy munkásságot fejtett ki. Megalakította a leány- és fiúkongregációt 80, illetve 30 taggal. A férfiaknak a Credo egyesületet (270 tag), a nők részére a Jézus Szíve Társulatot (500 tag), a gyermekeknek az Eucharisztikus Gyermekszövetséget, a Szívgárdát (504 tag). Az egyházat anyagi téren is felvirágoztatta. Megvásárolta a templom körüli telkeket, felépítette a plébániát, a kántorlakást, a kongregációs otthont, a polgári fiúiskolát, és a Szent Imre templomot. 60-80 ezer pengős vagyont szerzett az egyháznak, míg ő szegénységben élt.

## Emlékezete
2011-ben emléktáblás gesztenyefát ültettek emlékére.

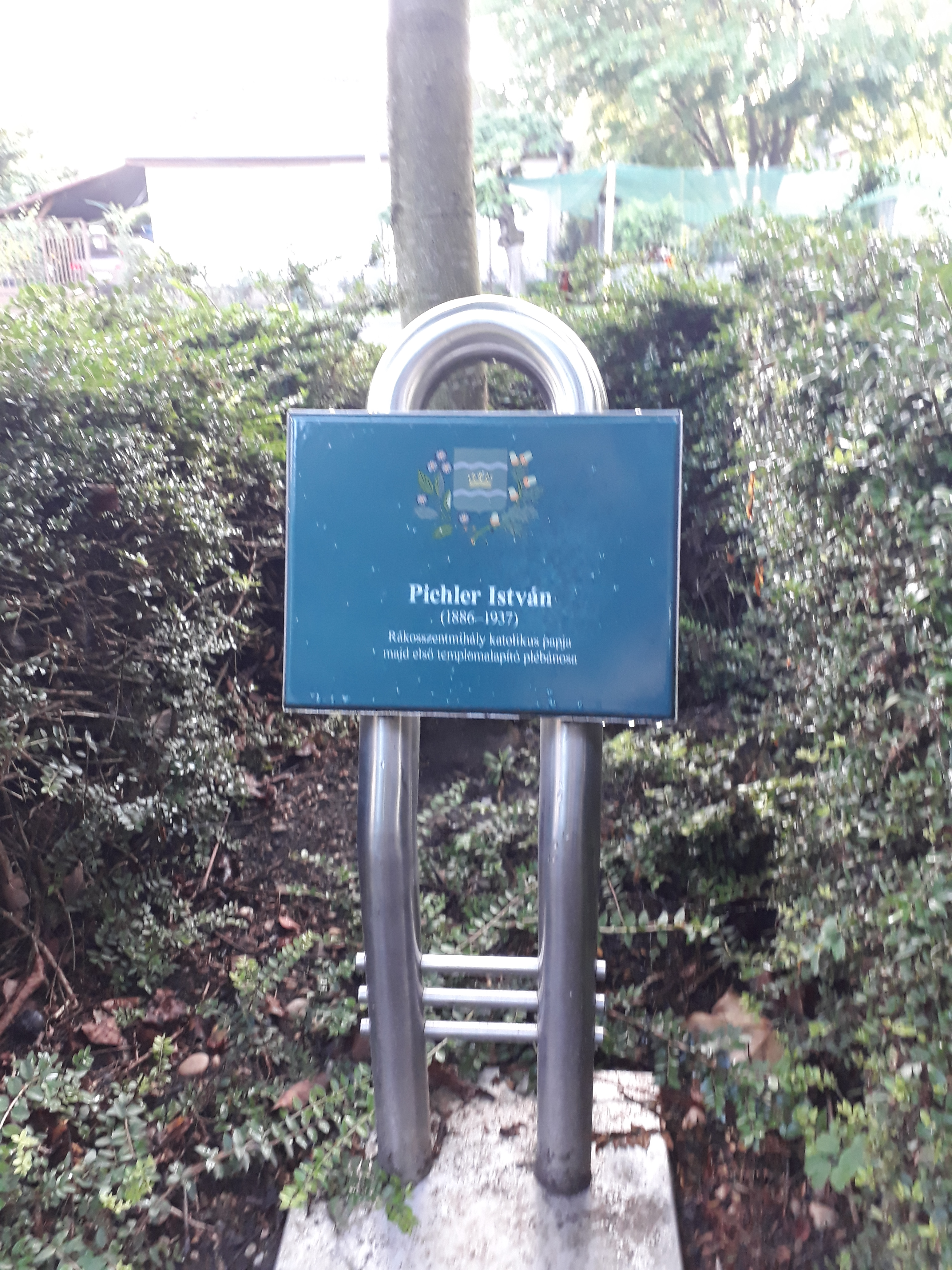
Egyike a Lantos Antal és Széman Richárd, kerületi helytörténészek által összeállított 56 XVI. kerületi nevezetes személynek, akiknek emléktáblás gesztenyefákat ültettek 2011-ben.